# قائمة جمعيات الأمراض النادرة
هذه قائمة لمنظمات غير هادفة للربح متخصصة في الأمراض النادرة.

## دولية
- الترميز ICD للأمراض النادرة
- التحالف الدولي للمنظمات الداعمة لمرضى الغدد الصماء (ICOSEP) [1]
- المنظمة الدولية للأمراض النادرة (RDI) [2]
- المؤتمر الدولي للأمراض النادرة والأدوية اليتيمة (ICORD)[3]
- لجنة المنظمات غير الحكومية للأمراض النادرة[4]
- يوم الأمراض النادرة [5]
- آسيا والمحيط الهادئ تحالف منظمات الأمراض النادرة (APARDO)[6]
- الاتحاد الدولي لبحوث الأمراض النادرة (IRDiRC) [4]
- شبكة الأمراض النادرة لـ APEC LSIF[7]

## أوروبا
- الجمعية الأوروبية للأمراض النادرة

## الولايات المتحدة
- الجمعية القومية للاضطرابات النادرة تأسست عام 1983 بجهود فردية قام بها عدد من الأسر والأشخاص مصابة بأمراض نادرة.[8][8]
- منظمة التحالف الجيني، تأسست عام 1986 وتضم معلومات ومجموعات دعم لحوالي 1200 مرض نادر.[9]
- مشروع الجينات العالمية وهو واحد من أهم المنظمات المَعنية بدعم الأشخاص المصابين بالأمراض الجينية والنادرة في العالم. يقود هذه المنظمة الغير هادفة للربح فريق R.A.R.E ( وهي اختصار - بحث - دراسة - دعم الأمراض النادرة).[10] ، تقوم منظمة الجينات العالمية بدعم المرضى المصابين بالأمراض النادرة والجينية تحت رمز واحد للأمل وهو (شريط الجينز الأزرق للجينات)[11] ، والذي بدأ استخدامه عام 2009 بمبادرة شعبية قام بها عدد قليل من المنظمات التي زاد عددها بعد ذلك عن 500 منظمة، تتبنى هذه المنظمات دعم المرضى وتستند فكرة هذا الرمز على كلمتي (جينات و جينز) لتسليط الضوء على احتياجات مصابي الأمراض النادرة والجينية فقد قامت المنظمة بإطلاق عدد من حملات التوعية للتعريف بالأمراض النادرة والجينية ومن هذه الحملات؛ الأمل Hope و إنها جيناتنا[12] ، ارتديه لتدعمنا [9] ، 7000 شريط أمل [13] ، وهي تمثل 7000 مرضًا نادرًا مختلفًا و أخيرا حملة تجميع مليون للمرض النادر. يوجد منظمات آخرى غير هادفة للربح في الولايات المتحدة ومنها شبكة نادرة غير مشخصة Rare Undiagnosed Network و Undiagnosed Diseases Network شبكة أمراض غير مشخصة.

## كندا
المنظمة الكندية للاضرابات النادرة
وهي شبكة المنظمات القومية التي تمثل الأشخاص المصابين بالأمراض النادرة في كندا وتنادي بتوفير قوانين ونظام رعاية صحية تراعي هؤلاء المصابون بالأمراض النادرة.